# Wypadek kolejowy w Perninku
Wypadek kolejowy pod Perninkiem miał miejsce po południu 7 lipca 2020 na linii kolejowej nr 142 (Karlovy Vary – Johanngeorgenstadt), kiedy zderzyły się dwa pociągi pasażerskie między miejscowościami Nové Hamry i Pernink W wypadku zginęły 2 osoby, a kolejne 24 zostały ranne, w tym 9 ciężko.

## Przebieg wypadku
7 lipca 2020 około 15:10 doszło do czołowej kolizji między dwoma pociągami pasażerskimi między stacjami kolejowymi Pernink i Nové Hamry na linii kolejowej nr 142 około 600 metrów od stacji kolejowej Pernink. Jeden pociąg jechał z Karlowych Warów, drugi z Johanngeorgenstadt. Pociągi miały się wyminąć na stacji w Perninku, jednak jeden z maszynistów, nie czekając na pojawienie się drugiego pociągu, ruszył na szlak. Wypadek spowodował uszkodzenie obydwu wagonów motorowych 814 (Regionova) i 844 (RegioShark).

## Dochodzenie
Przyczyny wypadku są badane przez inspektorat kolejowy i policję Republiki Czeskiej. Czeska policja aresztowała maszynistę pociągu jadącego z Johanngeorgenstadtu i przedstawiła mu zarzut popełnienia przestępstwa stworzenia niebezpieczeństwa publicznego.